# Luzius Rüedi
Luzius Rüedi (* 12. Juni 1900 in Thusis; † 19. Juli 1993 in Zürich) war ein Schweizer Eishockeyspieler, der mit der Schweizer Nationalmannschaft bei den Olympischen Winterspielen 1928 die Bronzemedaille gewann. Mit dem HC Davos wurde er im Laufe seiner Karriere vierfacher Schweizer Meister.

## Karriere
Luzius Rüedi wurde in Thusis im Kanton Graubünden geboren, wuchs jedoch in Davos auf. Er spielte zwischen 1922 und 1930 als Verteidiger für den HC Davos und gewann mit diesem 1926, 1927, 1929 und 1930 die Schweizer Meisterschaft. Zudem gewann er mit dem Club 1927 den Spengler Cup.
In der Saison 1930/31 war er für den Akademischen EHC Zürich aktiv, ehe er seine Karriere zwischen 1931 und 1933 beim Grasshopper Club Zürich ausklingen ließ.
International vertrat Rüedi sein Heimatland unter anderem bei der Eishockey-Weltmeisterschaft 1930, bei der er die Bronzemedaille gewann. Zuvor hatte er für die Schweizer Nationalmannschaft an den Olympischen Winterspielen 1928 in St. Moritz teilgenommen. Mit seinem Team gewann er die Bronzemedaille. Er selbst kam im Turnierverlauf in vier Spielen zum Einsatz.
Rüedi graduierte 1925 von der Universität Zürich im Fachbereich Medizin und praktizierte später als Hals-Nasen-Ohren-Arzt in Zürich  und Bern. 1948 wurde er Direktor der Klinik für Oto-Rhino-Laryngologie des Universitätsspital Zürich, wo er zudem als Professor für Hals-Nasen-Ohren-Heilkunde bis 1970 lehrte.

## Erfolge und Auszeichnungen
- 1928 Bronzemedaille an den Olympischen Winterspielen
- 1930 Bronzemedaille an der Weltmeisterschaft

## Schriften (Auswahl)
- Chronische tumorartige tuberkulöse Leptomeningitis. Oberholzer, Uznach 1926 (zugl. Diss. med. Univ. Zürich, 1926).
- Die Mittelohrraumentwicklung vom 5. Embryonalmonat bis zum 10. Lebensjahr. Mercators Tryckeri, Helsingfors 1937 (zugl. Habilitations-Schrift Med. Fak. Universität Zürich, 1937).
- mit Willi Furrer: Das akustische Trauma. Karger, Basel 1947 (aus: Practica oto-rhino-laryngologica 8 (1946), Fasc. 4).